# Mchitar Anezi
Mchitar Anezi oder Mechitar von Ani (armenisch Մխիթար Անեցի Mxit'ar Anec'i, auch: Mekhitar Anetsi) war ein armenischer Historiker in der zweiten Hälfte des 12. Jahrhunderts bis zum Anfang des 13. Jahrhunderts. Er lebte im Kloster von Horomos in der Nähe von Ani.
Mchitar schrieb eine Universalgeschichte (Մատեան աշխարհավէպ հանդիսարանաց – Matean aschcharhawep handissaranaz), von der nur eine einzige, unvollständige Version überliefert ist. Darin nahm er Teile der Universalchronik (Ժամանակագրություն - Schamanakagrutjun) von Samwel Anezi auf.

## Werke
Das Werk des Mechitar von Ani soll aus drei Teilen bestanden haben. Nur der Anfang des ersten Teils ist allerdings erhalten. Dieser enthält eine Geschichte aus der Zeit des armenischen Königs Parojr (Paruyr, ~ 700 v. Chr.) bis zur Regierungszeit von König Gagik I. Bagratuni (~1000 n. Chr.).

### Armenisch
- Յովսէփեան Գարեգին կաթողիկոս (Garegin Hovsepian - Katholikos): Մխիթար Անեցի գրիչ եւ նկարիչ, - «Հասկ» հայագիտական տարեգիրք, Ա տարի, 1948, Անթիլիաս, էջ 192–221։ Schriftsteller und Maler Mkhitar Anetsi - Armenologisches Jahrbuch "Hask", Jahr 1, 1948, Antelias
- Մարգարյան Հ. Գ. (Margaryan H. G.), Մխիթար Անեցու պատմության աղբյուրների մասին.- «Լրաբեր հասարակական գիտությունների», 1972, № 1, էջ 86–91։ Über die Quellen der Geschichte von Mkhitar Anetsi. - "Journal of Social Sciences" lraber.asj-oa.am (PDF)
- Գոյումջյան Տիգրան (Goyumjyan Tigran), Մխիթար Անեցին Ղազնավյանների և Սելջուկյանների մասին. Լրաբեր Հասարակական Գիտությունների, 1972, № 4, էջ 74–84։

Mkhitar Anetsi über Ghaznavyans և Seljukyans. Journal of Social Sciences lraber.asj-oa.am (PDF)

### Russisch
- Армянская Советскя Энциклопедия (Armenische Sowjet-Enzyklopädie): Մխիթար Անեցի Երեց, том 7, стр. 629, Ереван 1981. Wikisource
- Ю. Варданян (Yu. Vardanyan): К вопросу об авторе и времени компилятивной «Истории города Ани». (Zum Thema des Autors und zum Zeitpunkt der Zusammenstellung „Geschichte der Stadt Ani“) Պատմա-բանասիրական հանդես, № 2. 1985: стр. 212–225. hpj.asj-oa.am (PDF) ISSN 0135-0536